# 萧子夏
蕭子夏（492年—498年3月3日），字云广，齊武帝蕭赜第二十三子，封南郡王。

## 母
何充华，齊武帝的妃嫔，齊武帝即位后，被封为充华，永明十年（492年），生蕭子夏。

## 生平
蕭子夏是齐武帝最小的儿子，深受父亲的宠爱，为其他兄长所莫及。当初，齐武帝曾梦见金翅鸟下凡到殿庭，搏食小龙无数，然后才飞上天。永泰元年正月丁未（498年3月3日），蕭子夏被齐明帝萧鸞所杀，年七岁。

## 延伸阅读
[在维基数据编辑]
 《南齊書·卷40》，出自萧子显《南齊書》